# El cavaller fosc
El cavaller fosc (títol original en anglès: The Dark Knight) és una pel·lícula de 2008, dirigida per Christopher Nolan, i basada en el personatge de ficció Batman dels DC Comics. Es tracta d'una seqüela de la pel·lícula del 2005 Batman Begins, que reinaugura els drets de Warner sobre el personatge.
Aquest episodi tracta de ser més realista que el precedent, fent intervenir situacions quotidianes amb què el públic es pugui identificar. Nolan torna a assumir la tasca de la direcció i Christian Bale reprèn el paper protagonista. En aquest segon lliurament pot apreciar-se l'aparició del seu principal nèmesis: el Joker, interpretat per l'actor australià Heath Ledger.
L'estudi va dur a terme una intensa campanya de màrqueting en les webs creades per a l'ocasió, en què s'anaven destil·lant teaser-posters, captures de pantalla o tràilers. La pel·lícula també serà promocionada amb la venda de ninots basats en els personatges, i una antologia animada (directament en DVD) titulada Batman: Gotham Knight, composta per sis curtmetratges l'acció dels quals s'ubicarà entre Batman Begins i El cavaller fosc.
Es va estrenar el 14 de juliol del 2008 únicament a Nova York. Posteriorment, entre el 16 i 18 de juliol, es va estrenar a Austràlia, al Canadà, a la resta dels Estats Units i a gran part de l'Amèrica Llatina. El 13 d'agost es va estrenar als cinemes catalans. Ha estat doblada i subtitulada al català.

## Argument
La pel·lícula reuneix el director Christopher Nolan amb l'estrella Christian Bale, que torna a continuar la guerra de Batman contra el crim. Amb l'ajuda del tinent James Gordon (Gary Oldman) i el Fiscal de Districte Harvey Dent (Aaron Eckhart), Batman es proposa destruir la delinqüència organitzada per al bé de Gotham. El trio demostra ser eficaç, però aviat es veu presa d'una creixent ment criminal: conegut com el Joker (Heath Ledger), qui empeny a la ciutat cap a l'anarquia i força el cavaller fosc a ser més a prop de creuar la prima línia entre heroi i vigilant.

## Repartiment
| Intèrpret         | Personatge                     | Veu en català       |
| ----------------- | ------------------------------ | ------------------- |
| Christian Bale    | Bruce Wayne/Batman             | José Posada         |
| Heath Ledger      | Joker                          | Luis Posada         |
| Aaron Eckhart     | Fiscal Harvey Dent             | Carles Di Blasi     |
| Michael Caine     | Alfred Pennyworth              | Jaume Comas         |
| Maggie Gyllenhaal | Rachel Dawes                   | Alicia Laorden      |
| Gary Oldman       | Tinent Jim Gordon              | Pere Molina         |
| Morgan Freeman    | Lucius Fox                     | Joan Crosas         |
| Eric Roberts      | Sal Maroni                     | Joan Carles Gustems |
| Chin Han          | Lau                            | Ivan Labanda        |
| Colin McFarlane   | Gillian B. Loeb                | Santi Lorenz        |
| Cillian Murphy    | Dr. Jonathan Crane / Scarecrow | (desconegut)        |

## Premis i nominacions

### Premis
- Oscar al millor actor secundari per Heath Ledger
- Oscar a la millor edició de so Richard King
- Globus d'Or al millor actor secundari per Heath Ledger
- BAFTA al millor actor secundari per Heath Ledger

### Nominacions
- Oscar a la millor fotografia per Wally Pfister
- Oscar al millor muntatge per Lee Smith
- Oscar a la millor direcció artística per Nathan Crowley i Peter Lando
- Oscar als millors efectes visuals per Nick Davis, Chris Corbould, Timothy Webber i Paul J. Franklin
- BAFTA a la millor fotografia per Wally Pfister
- BAFTA al millor muntatge per Lee Smith
- BAFTA al millor vestuari per Lindy Hemming
- BAFTA al millor actor per Lora Hirschberg, Richard King, Ed Novick i Gary Rizzo
- BAFTA als millors efectes visuals per Chris Corbould, Nick Davis, Paul J. Franklin i Tim Webber

## Recaptació
Ja en el seu primer cap de setmana d'estrena, va trencar diversos rècords de taquilla. El primer va ser el de la funció de mitjanit, que prèviament sostenia Star Wars Episodi III: La Venjança dels Sith amb 16,9 milions de dòlars, superant-la amb 18,5 milions de dòlars. El seu segon rècord va ser el del primer dia d'obertura, sent Spiderman 3 qui sostenia aquest record amb 59,8 milions de dòlars. El cavaller fosc va recaptar el seu primer dia 66,4 milions de dòlars. El tercer rècord que va batre fou el de la pel·lícula que ha recaptat més diners en un cap de setmana, obtenint guanys de 158,4 milions de dòlars, rècord que també ostentava la pel·lícula Spiderman 3. A més a més, la nova pel·lícula de Batman també va batre el record d'estrena en pantalla gegant IMAX en recaptar 6,2 milions de dòlars, mentre que Spiderman 3 recaptà anteriorment 4,7 milions de dòlars. Després va trencar el rècord de ser la pel·lícula que més ràpid ha recaptat 200 milions de dolares, els quals es van aconseguir en només 5 dies. Posteriorment seguí arrasant a la taquilla recaptant en deu dies 314 milions, i 75'6 al seu segon cap de setmana.